# Otomicose
Otomicose é uma infecção fúngica que ocorre na pele do canal auditivo externo, ocorrendo mais frequentemente em países tropicais. A infecção pode ser aguda ou subaguda, sendo caracterizada por mau cheiro, inflamação, prurido e grande desconforto.